# Jacqueline Reynoso
Jacqueline Reynoso (ur. 27 listopada 1981) – meksykańska zapaśniczka w stylu wolnym. Zajęła 16 miejsce na mistrzostwach świata w 2002. Piąta na igrzyskach panamerykańskich w 2003. Zdobyła dwa medale na mistrzostwach panamerykańskich, srebro w 2001. Brązowa medalistka na igrzyskach Ameryki Środkowej i Karaibów w 2002 roku.